# Stanytsia Louhanska
Stanitsa Louganska
Pour les articles homonymes, voir Stanitsa (homonymie) et Louhansk (homonymie).
Stanytsia Louhanska (en ukrainien Станиця Луганська ; en russe Станица Луганская, Stanitsa Louganskaïa) est une commune urbaine sur les rives de la Severski Donets, dans l'oblast de Louhansk, à l'est de l'Ukraine. Elle compte 12 505 habitants en 2021.
Stanytsia Louhanska est l'une des deux fondations locales des Cosaques du Don au sein de l'Ukraine contemporaine.

## Géographie
Stanytsia Louhanska est située sur la rive gauche du Donets et se trouve à 17 km au nord-est de Louhansk, la capitale régionale.

## Histoire
Le 29 avril 2014, la ville est investie par les séparatistes pro-russes de la république populaire de Lougansk proclamée l'avant-veille.
Le 2 juillet 2014, Stanytsia Louhanska fait l'objet d'un bombardement aérien (uk) qui détruit une zone résidentielle, tuant entre neuf et vingt-six civils et en blessant au moins onze autres. Les forces armées ukrainiennes nient avoir conduit des frappes dans la zone et accusent les séparatistes ukrainiens de l'avoir accidentellement bombardée en visant un de leurs postes de contrôle avec leur artillerie. Enfin, une théorie relayée sur les médias sociaux affirme que le bombardement est une opération sous faux drapeau de l'armée de l'air russe destinée à alimenter la propagande anti-ukrainienne,.
Le 21 août 2014, Stanytsia Louhanska est reprise par l'armée de terre ukrainienne après quatre jours d'intenses combats à l'intérieur même de la ville.
Le 21 janvier 2015, le pont sur le Severski Donets qui traverse la ville est soufflé par une explosion. Séparatistes pro-russes et autorités ukrainiennes s'accusent mutuellement de sa destruction.
Dans la nuit du 16 au 17 avril 2015, la statue de Lénine de la ville est détruite. Cet événement intervient une semaine après que la Rada a adopté une série de lois visant la décommunisation du pays.
Pendant la guerre du Donbass, Stanytsia Louhanska est désertée par la majorité de sa population en raison de sa proximité avec la ligne de front. Au 30 août 2015, il ne reste que 600 habitants sur les 14 000 que la ville comptait avant le conflit. À partir de 2016, une relative accalmie permet à la ville de se repeupler au point de compter 13 089 habitants au 1er janvier 2018.
Fin juin 2019, l'armée de terre ukrainienne et la milice populaire de la république populaire de Lougansk se retirent de la zone autour de Stanytsia Louhanska. Début juillet 2019, le désengagement des troupes est considéré comme effectif par la mission spéciale d'observation de l'OSCE[réf. nécessaire].
Le 20 novembre 2019, après des mois de travaux, la reconstruction du pont sur le Severski Donets est achevée. Le 23 juillet 2020, il fait l'objet d'une inspection de la part du président ukrainien Volodymyr Zelensky.

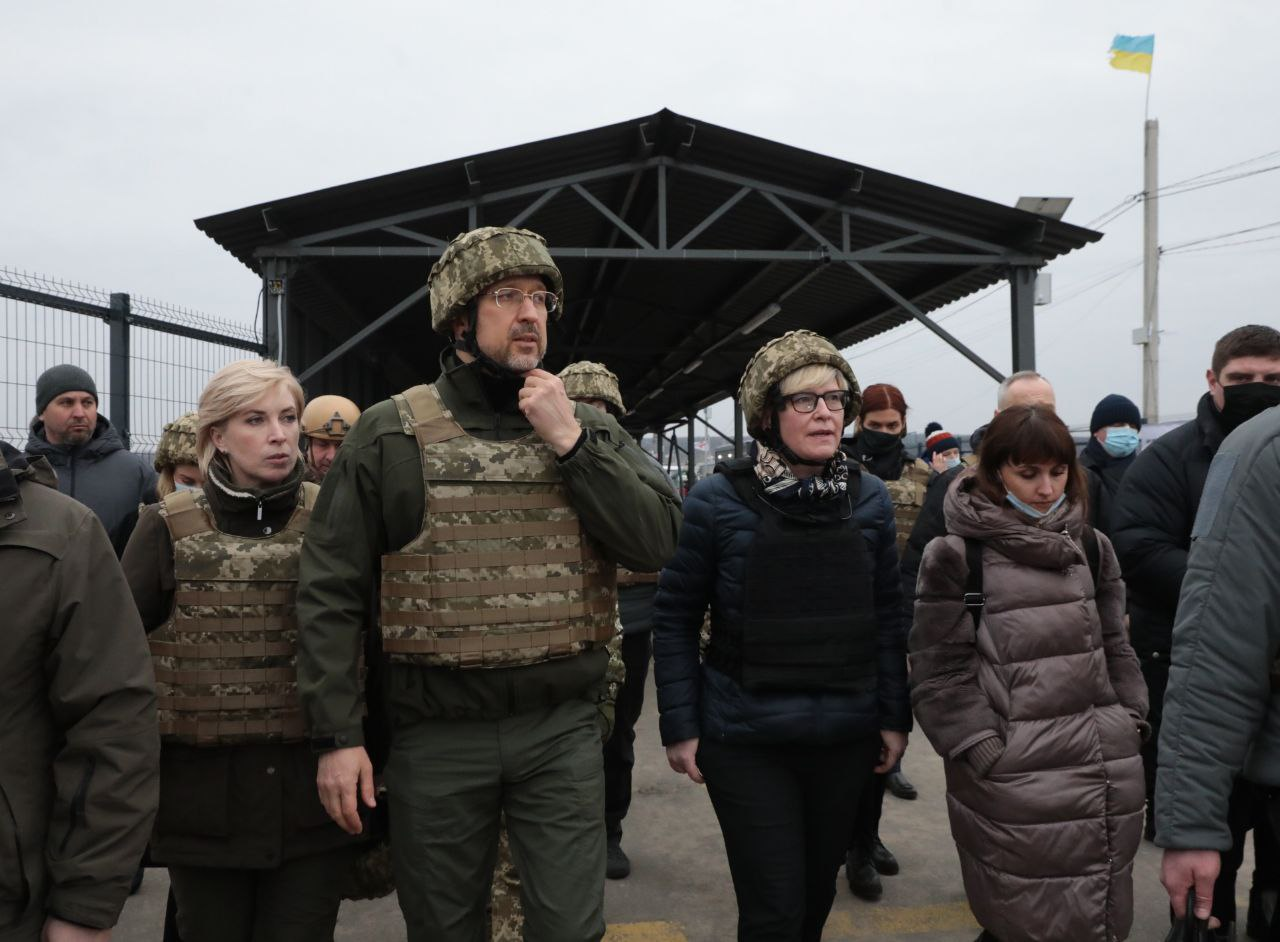
Visite des premiers ministre Denys Chmyhal et Ingrida Šimonytė, accompagnés par Iryna Verechtchouk au point de passage de la ville, 11 février 2022.

Le 17 février 2022, une école maternelle de Stanytsia Louhanska est victime d'un tir d'obus qui blesse trois membres du personnel et coupe l'électricité du bâtiment. Étant donné que la partie touchée est le mur de la salle de musique situé au sud de l'établissement, le journaliste de Bellingcat, Eliot Higgins, affirme que le tir ne peut venir que des territoires contrôlés par les séparatistes. Il est suivi en cela par le ministre ukrainien des Affaires étrangères Dmytro Kouleba qui annonce lors d'une conférence de presse que Kiev fera tout pour « montrer au monde entier que ces obus provenaient des territoires temporairement occupés de l’Ukraine, que la Russie contrôle ». Ces dires sont cependant contestés par le représentant officiel de la milice populaire de la RPL, Ivan Filiponenko, qui déclare de son côté : « Nos experts ont examiné les matériaux photographiques en détail et les ont soigneusement analysés. L’emplacement du bâtiment de la maternelle, l'angle par lequel le mur a été touché, ont permis de calculer la trajectoire exacte du projectile. Comme on peut le voir sur le schéma, les tirs ne pouvaient provenir que de l'est ».
Le 26 février 2022, soit au surlendemain de l'invasion russe de l'Ukraine, la milice populaire de la RPL s'empare de Stanytsia Louhanska qui repasse donc sous l'autorité de la république populaire de Lougansk pour la première fois depuis sept ans et demi.
Le 2 mars 2022, le bureau du procureur général d'Ukraine (uk) porte plainte pour trahison contre le maire Albert Zinchenko et ses deux adjoints, les accusant d'avoir volontairement remis Stanytsia Louhanska à l'ennemi.